# Helena Gordziej
Helena Gordziej (ur. 11 lipca 1928 w Poznaniu, zm. 7 marca 2023 tamże) – polska poetka i pisarka. Była najstarszą członkinią Poznańskiego Oddziału Związku Literatów Polskich.

## Życiorys
Po maturze znalazła zatrudnienie w administracji państwowej i ponad trzydzieści lat pracowała w Urzędzie Wojewódzkim w Poznaniu. Przez pięć kadencji pełniła funkcję sekretarza Poznańskiego Oddziału Związku Literatów Polskich. Była współorganizatorką kilkunastu edycji Międzynarodowego Listopada Poetyckiego. Również przez kilka kadencji pełniła funkcję sekretarza Komisji Rewizyjnej Zarządu Głównego ZLP w Warszawie. W 1976 była współzałożycielem pierwszego w Polsce Stowarzyszenia Artystów Ochrony Środowiska (potem Ekologiczne Stowarzyszenie Środowisk Twórczych „Ekoart", gdzie pełniła funkcję wiceprezesa). 
Literacko debiutowała wierszami na łamach Gazety Poznańskiej w 1970. Jej pierwszy tom poetycki ukazał się w 1979 i nosił tytuł Odchodzące pejzaże. Pisała też adresowane do dzieci utwory prozą (Zegarynka oraz Chodaczek i Truchcik). Tłumaczyła z języka niemieckiego baśnie Hansa Christiana Andersena oraz poezję niemiecką. Opublikowała łącznie 44 tomy poetyckie, dwie książki dla dzieci i dwie powieści o tematyce społeczno-obyczajowej (Bramy czasu i Ładny pogrzeb). Jej wiersze umieszczono w Antologii Tysiąclecia IRBIS z 1998, a także w innych antologiach i podręcznikach szkolnych. Dariusz Dariusz Tomasz Lebioda napisał o niej: Poetka nie ulegała modom, nie wdawała się w grupowe kontestacje i inkantacje.
Jej wiersze przetłumaczono i opublikowano w językach: greckim, serbsko-chorwackim, czeskim, niemieckim, rumuńskim, ukraińskim, hiszpańskim i francuskim.

## Publikacje
Wybrane tomy poetyckie:

- "Między nowiem a pełnią" (1983),
- "Spragnione źródła" (1985),
- "Sercem przy ziemi" (1986),
- "Wierność wahadła" (1987),
- "Siejba milczenia " (1988),
- "Sługi rozdroży" (1990),
- "Szczony i pindy od Chwaliszewa do Wildy" (1991),
- "Po stronie słońca" (1991),
- "Kredą i cierniem" (1991),
- "Kształty chwil" (1992),
- "W chodzę w wiersz " (1993),
- "Przedsionek milczenia " (1993),
- "W obecności gwiazd " (1995),
- "Narastanie krzyku " (1994),
- "Tętnice wiosen " (1995),
- "Dojrzewanie czerni" (1996),
- "Sławni w wierszach " (1996),
- "Koleiną czasu " (1997),
- "Witraże godzin " II wybór wierszy (1998),
- "Dekalog jutra" (1998),
- "Liturgia samotności" (1999),
- "W obnażonym sadzie" (2000),
- "Skazani na mrok" (2000),
- "Zanim zgaśnie dzień" (2001),
- "Dzień w kolorze piasku" (2002),
- "Czciciele nowiu" (2002),
- "Wariacje schodzącej planety" (2003),
- "W matni horyzontu" (2003),
- "Mszał widnokręgu" (2004),
- "Trzeźwy ból" (2005),
- "Ponaglanie świtów" (2005)[3].

## Odznaczenia i nagrody
Otrzymała branżowe odznaczenia i nagrody za służbę w administracji państwowej. Została nagrodzona m.in.:
- Nagrodą Jana Kasprowicza (1999),
- Nagrodą "Fotel Horacego" wręczoną przez kapitułę II Międzynarodowego Kongresu Poetów w Lublinie,
- Nagrodą XV Międzynarodowego Listopada Poetyckiego za Najlepszą Książkę Roku,
- Nagrodą Funduszu Literatury,
- Nagrodą XV Międzynarodowego Listopada Poetyckiego,
- medalem Zasłużony Kulturze - Gloria Artis (2008),
- Złotym Medalem Labor Omnia Vincit od Towarzystwa im. Hipolita Cegielskiego za osiągnięcia poetyckie i działalność kulturotwórczą[3].